# Hoa hậu Các Quốc gia
Miss All Nations - Hoa hậu Các Quốc gia là một cuộc thi sắc đẹp dành cho nữ giới được thành lập vào năm 1989 tại Thái Lan bởi doanh nhân Alex Liu.  Sự kiện này chiếm tỷ lệ lớn và lần thứ hai được tổ chức vào năm 1990, nhưng nó sớm bị ngưng.  Sau đó vào năm 2010, tất 21 năm sau một tổ chức mới có đến từ Singapore, Tiếp thị Bản quyền Độc quyền  (ERM) đã tiếp quản nhượng quyền thương mại và tiếp quản quyền đối với cuộc thi này.
Công ty này cũng sở hữu quyền đối với cuộc thi dành cho nam giới nổi tiếng mang tên Manhunt International.  Kể từ đó, chỉ có phiên bản năm 2013 là không được tổ chức.  Mục đích của nó là thúc đẩy du lịch sinh thái ở cấp độ toàn cầu và duy trì các chiến dịch quảng cáo liên quan đến các nguyên nhân xã hội và môi trường.  Hơn nữa, mục tiêu của nó không phải là tập trung vào vẻ đẹp bên ngoài của các ứng cử viên, nhưng vì mong muốn của họ để cống hiến nỗ lực của họ cho việc phục vụ, phục vụ như một người khuyến khích các nguyên nhân xã hội và đấu tranh cho những gì là đúng, nói ngắn gọn để tạo ra một khác biệt thông qua hoạt động tình nguyện.

## Danh sách hoa hậu

### Hoa hậu
| Năm  | Hoa hậu              | Quốc gia | Quê quán    | Ghi chú | Tổ chức                 | Số thí sinh |
| 1989 | Vanessa Lynn Gibson  | Úc       | Sydney      | [ 1 ]   | Thái Lan - Băng Cốc     | 25          |
| 1990 | An Balduck           | Bỉ       | Ghent       | [ 2 ]   | Malaysia - Kuala Lumpur | 32          |
| 2010 | Diāna Kubasova       | Latvia   | Riga        | [ 3 ]   | Trung Quốc Nam Kinh     | 56          |
| 2011 | Cristina-Elena David | România  | Cluj-Napoca | [ 4 ]   | Trung Quốc - Nam Kinh   | 41          |
| 2012 | Daria Patkova        | Belarus  | Ulianovsk   | [ 5 ]   | Trung Quốc - Nam Kinh   | 43          |
| 2014 | Nayeli Quiroga Via   | Bolivia  | Cochabamba  | [ 6 ]   | Trung Quốc - Nam Kinh   | 36          |
| 2015 | Fernanda Valenzuela  | México   | Los Mochis  | [ 7 ]   | Trung Quốc - Nam Kinh   | 36          |
| 2016 | Laura Škutāne        | Latvia   | Riga        | [ 8 ]   | Trung Quốc - Nam Kinh   | 40          |
| 2017 | Poowisa Chawang      | Tanzania | Chumphon    | [ 9 ]   | Trung Quốc - Nam Kinh   | 25          |
| 2019 | Taliya Aybedullina   | Nga      | Ulianovsk   | [ 10 ]  | Trung Quốc - Nam Kinh   | 24          |

### Số lần chiến thắng

#### Theo Quốc gia/Lãnh thổ
| Số lần | Quốc gia | Năm        |
| 2      | Latvia   | 2010, 2016 |
| 1      | Nga      | 2019       |
| 1      | Thái Lan | 2017       |
| 1      | México   | 2015       |
| 1      | Bolivia  | 2014       |
| 1      | Belarus  | 2012       |
| 1      | România  | 2011       |
| 1      | Bỉ       | 1990       |
| 1      | Úc       | 1989       |

#### Theo các châu lục
| Số lần | Châu lục | Quốc gia chiến thắng gần đây |
| 6      | Châu Âu  | Nga (2019)                   |
| 2      | Châu Mỹ  | México (2015)                |
| 1      | Châu Á   | Thái Lan (2017)              |
| 1      | Châu Úc  | Úc (1989)                    |
| 0      | Châu Phi | Không                        |

## Danh sách Á hậu

### Á hậu
| Năm  | Á hậu 1                             | Á hậu 2                               | Á hậu 3                                     | Á hậu 4                       |
| 2019 | Leslie Gonzalez Villagomez · México | Nguyen Thuy Minh Truc · Việt Nam      | Elize Joanne De Jong · Hà Lan               | Maria Solonari · Moldova      |
| 2017 | Valeriya Sizova · Úc                | Nguyen Thi Thanh Trang · Việt Nam     | Aleksandra Nikolayeva · Nga                 | Diana Lai · Canada            |
| 2016 | Taylor Marlene Curry · Úc           | Ana Gabriela Carvalho Borges · Brasil | Không trao giải                             | Không trao giải               |
| 2015 | Cecile Brits · Nam Phi              | Praewpayome Luksitanon · Thái Lan     | Không trao giải                             | Không trao giải               |
| 2014 | Jacqueline Willeke · Đức            | Liu Bing · Trung Quốc                 | Không trao giải                             | Không trao giải               |
| 2012 | Sanja Urosevic · Serbia             | Fay Li · Trung Quốc                   | Không trao giải                             | Không trao giải               |
| 2011 | Yekaterina Vinogradova              | Zhao Yi Shan · Trung Quốc             | Không trao giải                             | Không trao giải               |
| 2010 | Ema Theresse Masters · Úc           | Chen Ya-Feng · Trung Quốc             | Vasana Wongbuntree · Thái Lan               | Nadezda Vasilyeva · Nga       |
| 1990 | Marlene Quick · Thụy Điển           | Stephanie TenEyck · Hoa Kỳ            | Lizbeth Santana Peralta · Cộng hòa Dominica | Toni-Jene FRANCEs Peters · Úc |
| 1989 | Kirsten Roberts · Úc                | Danisa Namchiengtai · Thái Lan        | Vivian Palmer · Uruguay                     | Regina Rieck · Áo             |

## Liên kết ngoại
- Miss All Nations Lưu trữ ngày 26 tháng 11 năm 2020 tại Wayback Machine (tiếng Anh)
- Facebook chính thức